# Шилале
Шилале (лит. Šilalė) — місто на заході Литви, адміністративний центр Шилалського району в Тауразькому повіті.

## Населення
| Динаміка населення з 1885 по 2011 |      |          |      |          |          |          |          |
| 1885                              | 1903 | 1970пер. | 1976 | 1979пер. | 1989пер. | 2001пер. | 2011пер. |
| 990                               | 1502 | 2995     | 4100 | 4242     | 6308     | 6281     | 5492     |
| Гістограма динаміки населення     |      |          |      |          |          |          |          |

## Зовнішні зв'язки
Шилале має 2 міста-побратими:
- Ставенхаген, Німеччина
- Совєтськ, Росія

## Світлини

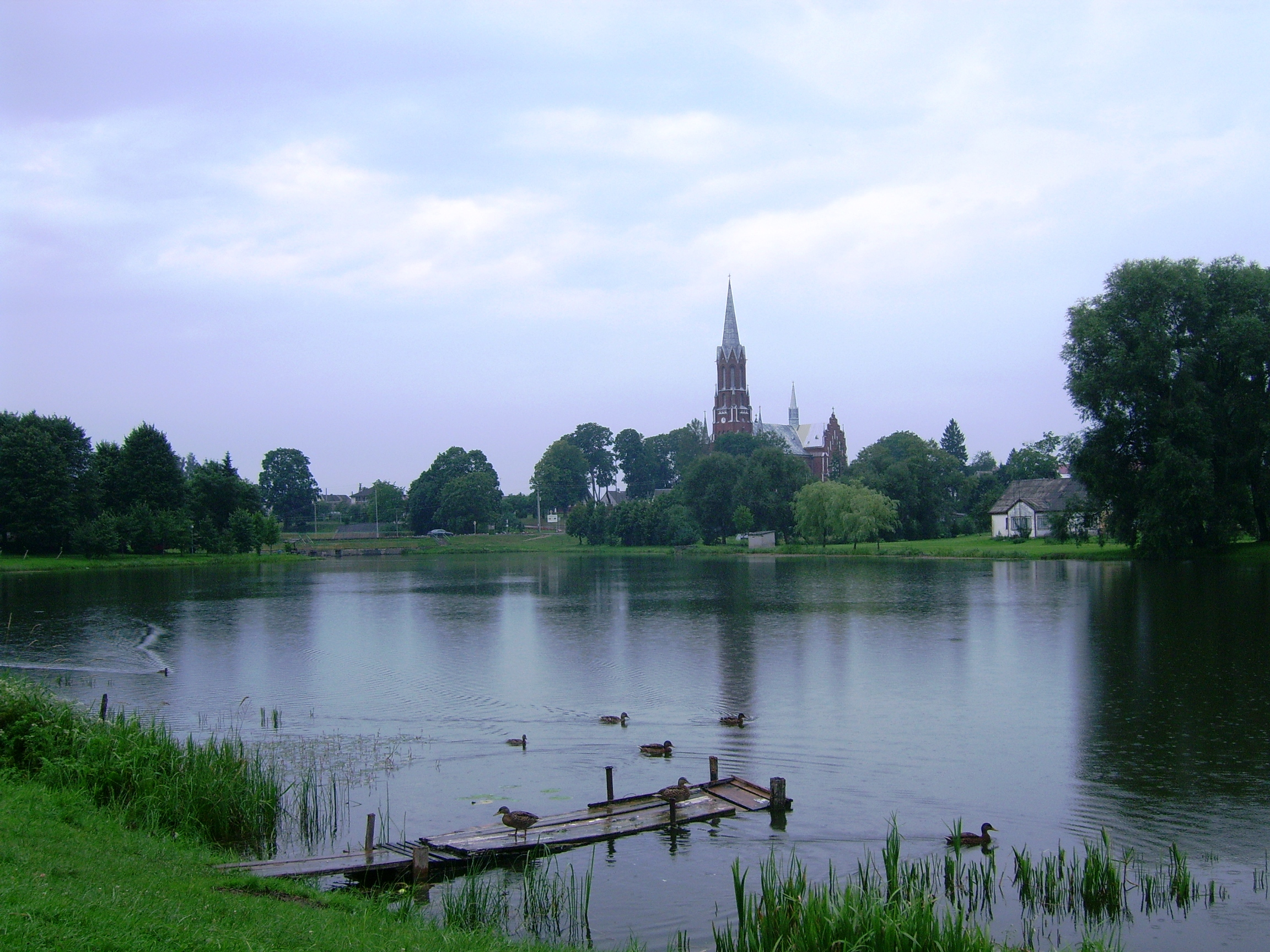
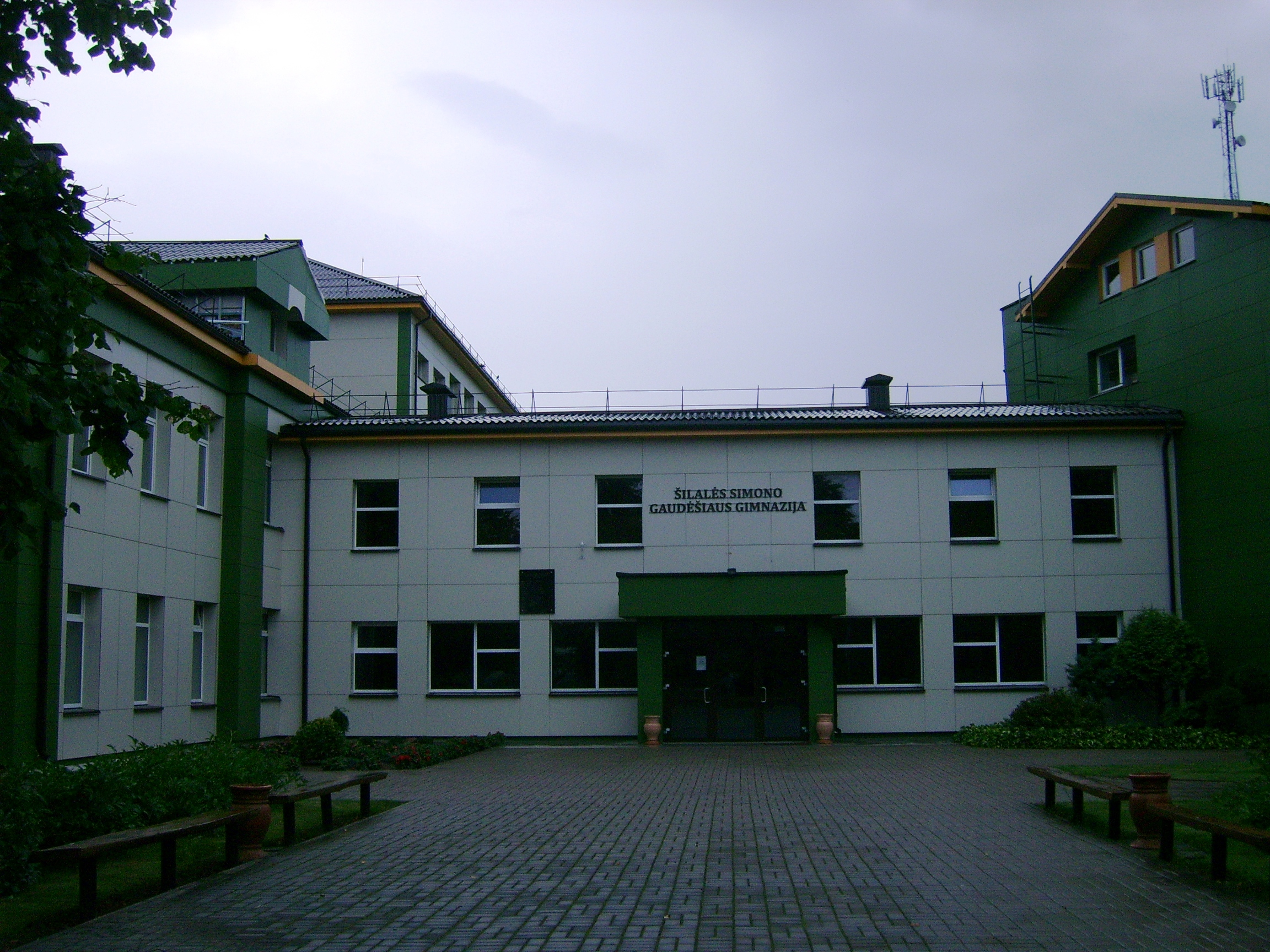
Гімназія
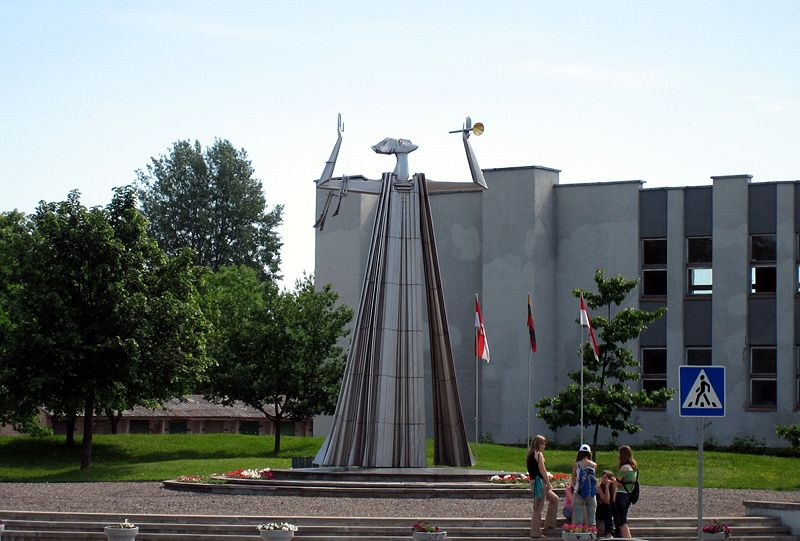
Пам'ятник
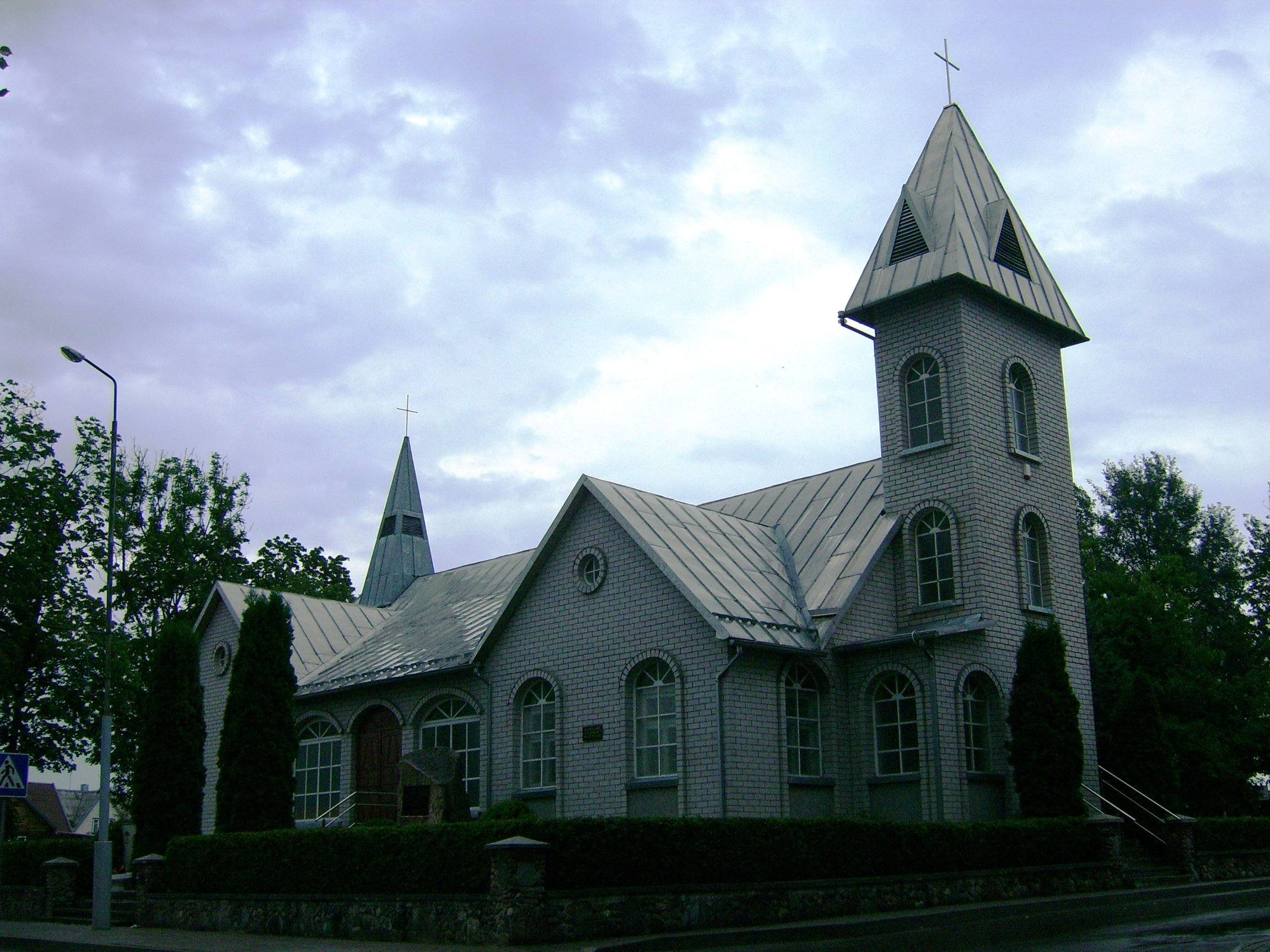
Церква